# Сезонний туризм

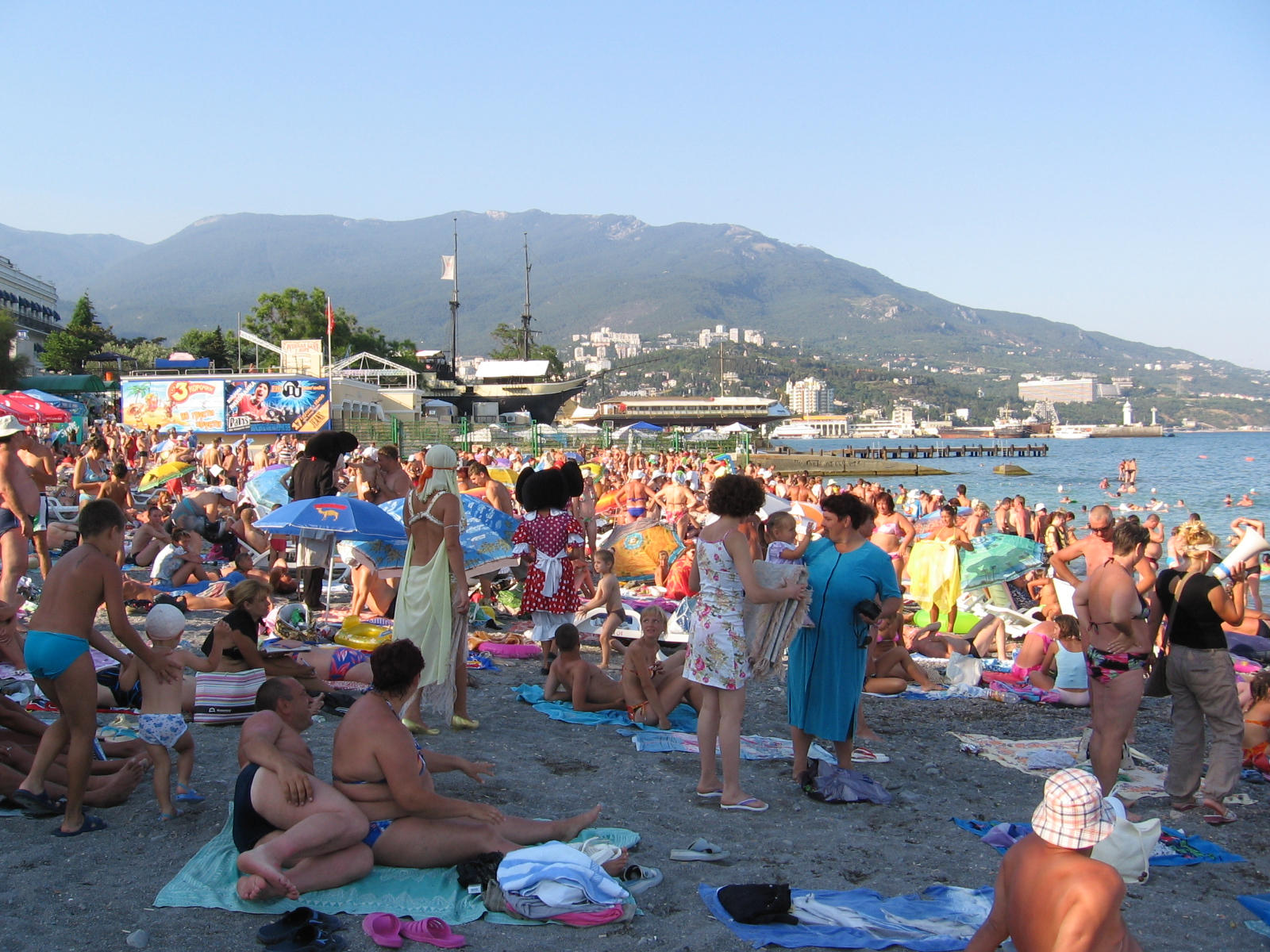
Крим. Ялтинський пляж. 2009. «Сезон пік»

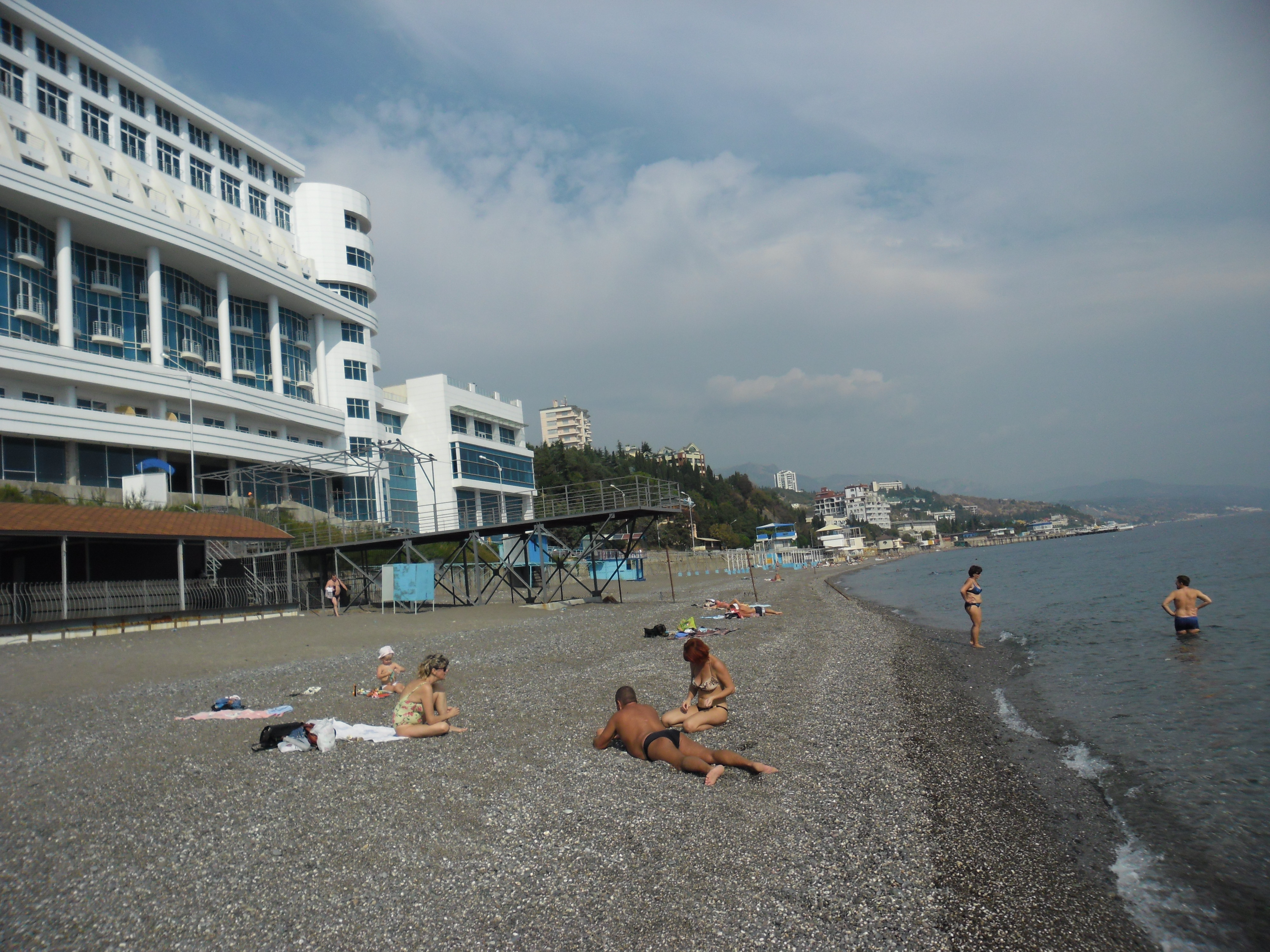
Професорський куточок. Алушта, АР Крим у період зниженої туристичної активності. «Низький сезон»

Готель «Вітрило» (Гаспра). На пляжі у «мертвий» сезон

Сезо́нний тури́зм — це відвідування туристської місцевості у певну пору року. Сезонний туризм поділяють на два підвиди — односезонний і двосезонний.
Односезонний туризм поширений у тих районах, які відвідують у певний час року, переважно влітку або взимку.
Двосезонний туризм характеризується туристичними потоками і влітку, і взимку. Розрізняють чотири сезони туристичної активності:
1. Сезон пік — період, найсприятливіший для організації рекреаційної діяльності людей, що характеризується максимальною щільністю туристів і найкомфортнішими умовами для рекреації.
2. Високий сезон — період найбільшої ділової активності на туристичному ринку, час дії найвищих тарифів на туристський продукт і послуги.
3. Низький сезон — сезон зниження ділової активності на туристичному ринку, для якого характерні найнижчі ціни на туристський продукт і послуги.
4. Мертвий сезон — період, максимально несприятливий для організації рекреаційної діяльності (наприклад, дискомфортні погодні умови).

Головним чином сезонність у туризмі визначається місцевими природно-кліматичними умовами та ресурсами загалом, порою року (шкільні та студентські канікули, масові відпустки) та іншими факторами.
Сезонні коливання і кліматичні умови країни також впливають на туристський попит. Вони мають такі особливості:
- у Північній півкулі попит на туристсько-рекреаційні послуги інтенсивніший в третьому кварталі року, а також під час різдвяних і великодніх канікул;
- сезонність попиту різна і залежить від виду туризму і території його освоєння. Так, лікувально-пізнавальний туризм схильний до сезонності меншою мірою, а курортний і гірськолижний — більшою мірою;
- кожна дистинація може зовсім по-різному заповнюватися туристами протягом року. У зв'язку з цим попит на туристські послуги в окремому районі, країні, в масштабах всієї планети різний.

Особливо через фактор сезонності потерпають курортні готелі. Річ у тому, що в економіці підприємства є такі поняття, як постійні та змінні витрати. Так, платежі за ремонт устаткування належать до витрат змінних. А от, наприклад, зарплата штатних працівників — це витрати постійні. Також, незалежно від завантаження готелю, готельєр зобов'язаний підтримувати громадські приміщення в чистоті, платити за обігрів всього будинку. З цієї причини багато курортних готелів в низький сезон закриваються. А вже з таких сезонних коливань випливає наступна проблема — це найм і збереження кваліфікованих працівників. У таких умовах і зацікавленість у праці організувати складно, тому що не працює основний метод стимулювання співробітників — кар'єрна драбина.
З проблемою сезонності в туризмі в різних країнах борються по-різному. Так західна система поділу відпустки на дві частини — це якраз один з методів, завдяки якому намагаються диверсифікувати (розпорошити) навантаження на готельні площі рівномірно протягом року. Те ж саме відноситься і до дитячих канікул. Так, наприклад, у Великій Британії не має тримісячних шкільних канікул, тут на рівні Палати Лордів вирішувалося питання рівномірного розподілу відпочинку за сезонами (а точніше, відпочивальників).
Інший напрям — це розробка та просування нових видів турпродукту, що не піддаються сезонним коливанням. Це, перш за все, розвиток конгресного і подієвого туризму, а також соціального туризму для цільових груп: пізнавального — для пенсіонерів та освітнього — для молоді.

## Важливо
Під час будь-якого туризму важливо перевірити вся необхідні документи:
- наявність дійсного закордонного паспорта
- наявність Візи (якщо потрібно)
- туристичне страхування. Тому що досить багато країн не пускають туристів без наявності страхування
- додаткові документи, які можуть знадобитися (довідка про певне захворювання, білети додому та інше)